# 翡翠航空
翡翠國際貨運航空公司曾是中國一家貨運航空公司，总部设在广东深圳，已於2011年結業。截至2012年1月，翡翠航空總負債達43.87億元人民幣，中國銀行佔其中的34.5億元，建設銀行亦佔小量債權。

## 歷史
翡翠航空总部设于深圳宝安国际机场，主要經營亞洲及歐洲貨運航線，創立於2004年10月，由深圳航空、德国汉莎货运航空及德国投资与开发有限公司共同出资建立，其中深圳航空持有51%股權，为大股东。
后由于经济下行、市场疲软，且经营不善，翡翠航空在2011年末被迫停航，提出重组，但由于意向方友和道通航空认为成本过高而遭到失败。遂于2012年6月提出自主破产清算，唯主要的债权银行中国银行仍想谋求其他的方案以最大限度保全资产。
2015年10月，翡翠航空其中三架波音747-400ERF在深圳被拍卖，截至至2017年9月，该三架飞机经过6次排名结果均已流拍告终；2017年9月19日，阿里巴巴宣布将在网上对这三架飞机进行拍賣，总起拍价约为3.9亿人民币。2017年11月21日，顺丰航空以3.2亿人民币的价格拍得其中两架。

## 已除役机队

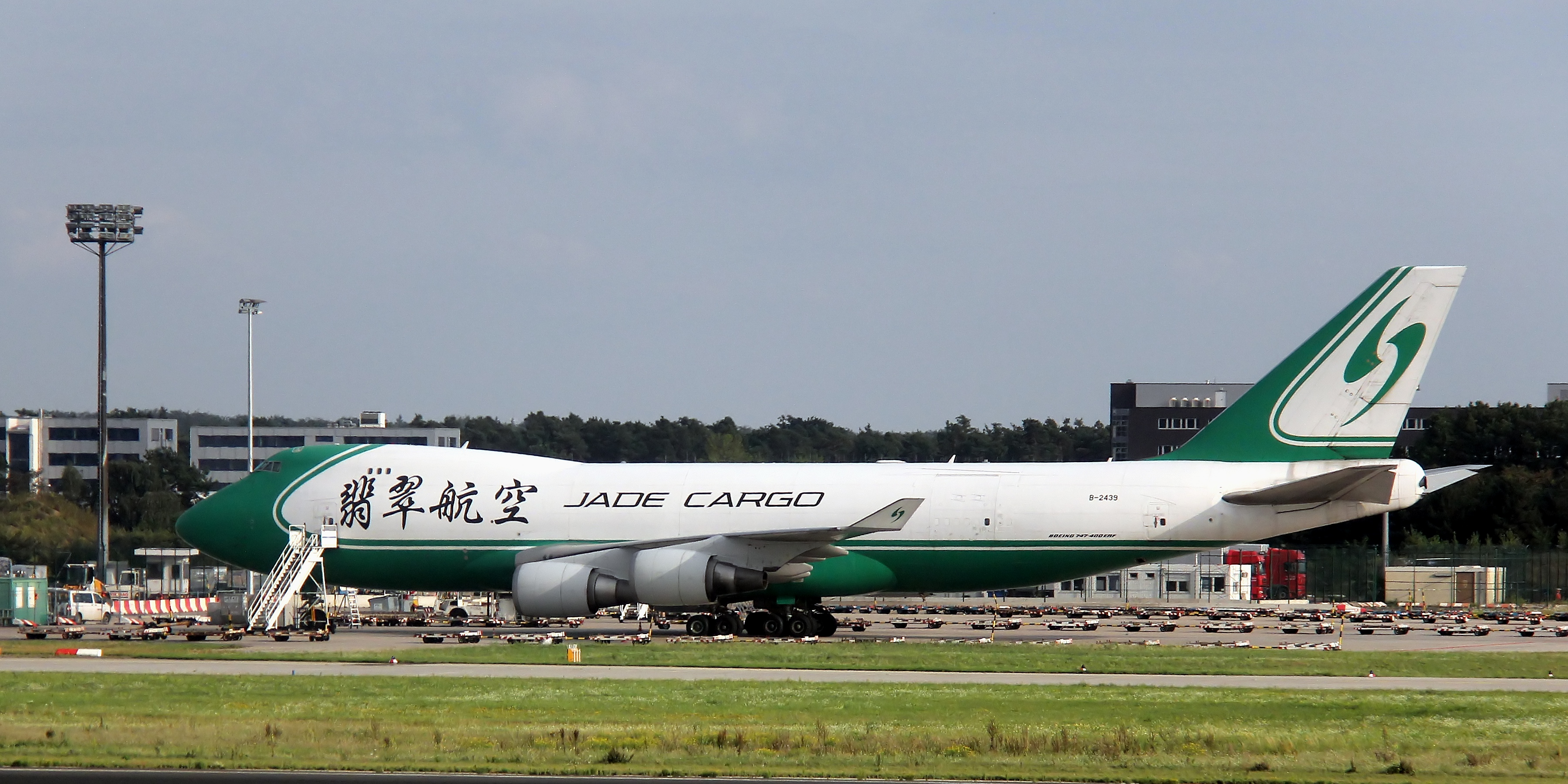
翡翠國際貨運航空波音747-400ERF

## 外部連結
- 翡翠國際貨運航空有限公司官网